# Paroy-sur-Saulx
Paroy-sur-Saulx és un municipi francès situat al departament de l'Alt Marne i a la regió del Gran Est. L'any 2007 tenia 44 habitants.

## Demografia

### Població
El 2007 la població de fet de Paroy-sur-Saulx era de 44 persones. Hi havia 20 famílies de les quals 8 eren unipersonals (8 dones vivint soles i 8 dones vivint soles), 4 parelles sense fills i 8 parelles amb fills.
La població ha evolucionat segons el següent gràfic:
Habitants censats

### Habitatges
El 2007 hi havia 23 habitatges, 17 eren l'habitatge principal de la família, 5 eren segones residències i 1 estava desocupat. Tots els 23 habitatges eren cases. Dels 17 habitatges principals, 13 estaven ocupats pels seus propietaris i 4 estaven llogats i ocupats pels llogaters; 2 tenien dues cambres, 3 en tenien quatre i 12 en tenien cinc o més. 13 habitatges disposaven pel capbaix d'una plaça de pàrquing. A 9 habitatges hi havia un automòbil i a 5 n'hi havia dos o més.

### Piràmide de població
La piràmide de població per edats i sexe el 2009 era:
| Homes | Edats   | Dones |
| ----- | ------- | ----- |
| 0     | 95 o +  | 0     |
| 0     | 90 a 94 | 0     |
| 0     | 85 a 89 | 0     |
| 0     | 80 a 84 | 0     |
| 0     | 75 a 79 | 0     |
| 0     | 70 a 74 | 0     |
| 0     | 65 a 69 | 0     |
| 4     | 60 a 64 | 0     |
| 0     | 55 a 59 | 0     |
| 4     | 50 a 54 | 4     |
| 4     | 45 a 49 | 4     |
| 0     | 40 a 44 | 4     |
| 0     | 35 a 39 | 0     |
| 0     | 30 a 34 | 0     |
| 8     | 25 a 29 | 0     |
| 8     | 20 a 24 | 0     |
| 4     | 15 a 19 | 4     |
| 0     | 10 a 14 | 4     |
| 0     | 5 a 9   | 0     |
| 0     | 0 a 4   | 0     |

## Economia
El 2007 la població en edat de treballar era de 25 persones, 19 eren actives i 6 eren inactives. De les 19 persones actives 18 estaven ocupades (13 homes i 5 dones) i 1 aturada (1 dona i 1 dona). De les 6 persones inactives 2 estaven jubilades i 4 estaven classificades com a «altres inactius».
Activitats econòmiques
L'únic establiment que hi havia el 2007 era d'una empresa de construcció.
L'any 2000 a Paroy-sur-Saulx hi havia 5 explotacions agrícoles que ocupaven un total de 500 hectàrees.

## Poblacions més properes
El següent diagrama mostra les poblacions més properes.